# Universidad de Chipre
La Universidad de Chipre (UCY) (en griego: Πανεπιστήμιο Κύπρου) es una universidad pública coeducacional establecida por la República de Chipre en 1989. Admitió sus primeros estudiantes en 1992 y actualmente tiene aproximadamente 6.000 estudiantes (2010/2011). Es la segunda universidad establecida en Chipre después de la turca Universidad del Cercano Oriente en la República Turca del Norte de Chipre.

## Historia
La Universidad de Chipre fue establecida en 1989 y admitió a sus primeros estudiantes en 1992. Fue fundada en respuesta a las crecientes necesidades intelectuales del pueblo chipriota, y está en condiciones de satisfacer las aspiraciones de varias regiones del país.
La Universidad es una comunidad vigorosa de académicos dedicados a la generación y difusión del conocimiento. A pesar de su breve historia, la Universidad de Chipre se ha ganado el respeto de la comunidad académica internacional y el reconocimiento de la sociedad chipriota. La entrada para la mayoría de los estudiantes de pregrado es de los exámenes de ingreso organizados por el Ministerio de Educación y Cultura de la República de Chipre, y la competencia por los puestos es de aproximadamente 10 a 1. Hay un número de plazas reservadas para los alumnos con necesidades o circunstancias específicas. No se escatiman esfuerzos para ofrecer soluciones prácticas a los estudiantes que enfrentan problemas específicos, ya sea el acceso a instalaciones de la Universidad, o asistencia en temas académicos. Cuando la Universidad de Chipre abrió sus puertas a los estudiantes, la clase entrante consistió de 486 estudiantes de pregrado. Durante el año académico 2010-2011, 4691 estudiantes universitarios asistieron a los cursos ofrecidos por los 21 departamentos. Al mismo tiempo, había 1549 estudiantes graduados.
- Datos: Q1520608
- Multimedia: University of Cyprus / Q1520608